# Andorrees handbalteam (vrouwen)
Het Andorrees handbalteam is het nationale team van Andorra voor vrouwen. Het team vertegenwoordigt de Federacio Andorrana D'handbol.

## Resultaten

### Olympische Spelen
| Olympische Spelen | Olympische Spelen                 | Olympische Spelen                 | Olympische Spelen                 | Olympische Spelen                 | Olympische Spelen                 | Olympische Spelen                 | Olympische Spelen                 | Olympische Spelen                 |
| Jaar (teams)      | Resultaat                         | Wed                               | W                                 | G                                 | V                                 | DV                                | DT                                | DS                                |
| ----------------- | --------------------------------- | --------------------------------- | --------------------------------- | --------------------------------- | --------------------------------- | --------------------------------- | --------------------------------- | --------------------------------- |
| 1976 (6)          | Niet deelgenomen aan kwalificatie | Niet deelgenomen aan kwalificatie | Niet deelgenomen aan kwalificatie | Niet deelgenomen aan kwalificatie | Niet deelgenomen aan kwalificatie | Niet deelgenomen aan kwalificatie | Niet deelgenomen aan kwalificatie | Niet deelgenomen aan kwalificatie |
| 1980 (6)          | Niet deelgenomen aan kwalificatie | Niet deelgenomen aan kwalificatie | Niet deelgenomen aan kwalificatie | Niet deelgenomen aan kwalificatie | Niet deelgenomen aan kwalificatie | Niet deelgenomen aan kwalificatie | Niet deelgenomen aan kwalificatie | Niet deelgenomen aan kwalificatie |
| 1984 (6)          | Niet deelgenomen aan kwalificatie | Niet deelgenomen aan kwalificatie | Niet deelgenomen aan kwalificatie | Niet deelgenomen aan kwalificatie | Niet deelgenomen aan kwalificatie | Niet deelgenomen aan kwalificatie | Niet deelgenomen aan kwalificatie | Niet deelgenomen aan kwalificatie |
| 1988 (8)          | Niet deelgenomen aan kwalificatie | Niet deelgenomen aan kwalificatie | Niet deelgenomen aan kwalificatie | Niet deelgenomen aan kwalificatie | Niet deelgenomen aan kwalificatie | Niet deelgenomen aan kwalificatie | Niet deelgenomen aan kwalificatie | Niet deelgenomen aan kwalificatie |
| 1992 (8)          | Niet deelgenomen aan kwalificatie | Niet deelgenomen aan kwalificatie | Niet deelgenomen aan kwalificatie | Niet deelgenomen aan kwalificatie | Niet deelgenomen aan kwalificatie | Niet deelgenomen aan kwalificatie | Niet deelgenomen aan kwalificatie | Niet deelgenomen aan kwalificatie |
| 1996 (8)          | Niet deelgenomen aan kwalificatie | Niet deelgenomen aan kwalificatie | Niet deelgenomen aan kwalificatie | Niet deelgenomen aan kwalificatie | Niet deelgenomen aan kwalificatie | Niet deelgenomen aan kwalificatie | Niet deelgenomen aan kwalificatie | Niet deelgenomen aan kwalificatie |
| 2000 (10)         | Niet deelgenomen aan kwalificatie | Niet deelgenomen aan kwalificatie | Niet deelgenomen aan kwalificatie | Niet deelgenomen aan kwalificatie | Niet deelgenomen aan kwalificatie | Niet deelgenomen aan kwalificatie | Niet deelgenomen aan kwalificatie | Niet deelgenomen aan kwalificatie |
| 2004 (10)         | Niet deelgenomen aan kwalificatie | Niet deelgenomen aan kwalificatie | Niet deelgenomen aan kwalificatie | Niet deelgenomen aan kwalificatie | Niet deelgenomen aan kwalificatie | Niet deelgenomen aan kwalificatie | Niet deelgenomen aan kwalificatie | Niet deelgenomen aan kwalificatie |
| 2008 (12)         | Niet deelgenomen aan kwalificatie | Niet deelgenomen aan kwalificatie | Niet deelgenomen aan kwalificatie | Niet deelgenomen aan kwalificatie | Niet deelgenomen aan kwalificatie | Niet deelgenomen aan kwalificatie | Niet deelgenomen aan kwalificatie | Niet deelgenomen aan kwalificatie |
| 2012 (12)         | Niet deelgenomen aan kwalificatie | Niet deelgenomen aan kwalificatie | Niet deelgenomen aan kwalificatie | Niet deelgenomen aan kwalificatie | Niet deelgenomen aan kwalificatie | Niet deelgenomen aan kwalificatie | Niet deelgenomen aan kwalificatie | Niet deelgenomen aan kwalificatie |
| 2016 (12)         | Niet deelgenomen aan kwalificatie | Niet deelgenomen aan kwalificatie | Niet deelgenomen aan kwalificatie | Niet deelgenomen aan kwalificatie | Niet deelgenomen aan kwalificatie | Niet deelgenomen aan kwalificatie | Niet deelgenomen aan kwalificatie | Niet deelgenomen aan kwalificatie |
| 2020 (12)         | Niet deelgenomen aan kwalificatie | Niet deelgenomen aan kwalificatie | Niet deelgenomen aan kwalificatie | Niet deelgenomen aan kwalificatie | Niet deelgenomen aan kwalificatie | Niet deelgenomen aan kwalificatie | Niet deelgenomen aan kwalificatie | Niet deelgenomen aan kwalificatie |
| Totaal            | 0/12                              | 0                                 | 0                                 | 0                                 | 0                                 | 0                                 | 0                                 | 0                                 |

 Kampioenen   Runners-up   Derde plaats   Vierde plaats

### Wereldkampioenschap
| Wereldkampioenschap | Wereldkampioenschap               | Wereldkampioenschap               | Wereldkampioenschap               | Wereldkampioenschap               | Wereldkampioenschap               | Wereldkampioenschap               | Wereldkampioenschap               | Wereldkampioenschap               |
| Jaar                | Resultaat                         | Wed                               | W                                 | G                                 | V                                 | DV                                | DT                                | DS                                |
| ------------------- | --------------------------------- | --------------------------------- | --------------------------------- | --------------------------------- | --------------------------------- | --------------------------------- | --------------------------------- | --------------------------------- |
| 1957                | Niet deelgenomen aan kwalificatie | Niet deelgenomen aan kwalificatie | Niet deelgenomen aan kwalificatie | Niet deelgenomen aan kwalificatie | Niet deelgenomen aan kwalificatie | Niet deelgenomen aan kwalificatie | Niet deelgenomen aan kwalificatie | Niet deelgenomen aan kwalificatie |
| 1962                | Niet deelgenomen aan kwalificatie | Niet deelgenomen aan kwalificatie | Niet deelgenomen aan kwalificatie | Niet deelgenomen aan kwalificatie | Niet deelgenomen aan kwalificatie | Niet deelgenomen aan kwalificatie | Niet deelgenomen aan kwalificatie | Niet deelgenomen aan kwalificatie |
| 1965                | Niet deelgenomen aan kwalificatie | Niet deelgenomen aan kwalificatie | Niet deelgenomen aan kwalificatie | Niet deelgenomen aan kwalificatie | Niet deelgenomen aan kwalificatie | Niet deelgenomen aan kwalificatie | Niet deelgenomen aan kwalificatie | Niet deelgenomen aan kwalificatie |
| 1971                | Niet deelgenomen aan kwalificatie | Niet deelgenomen aan kwalificatie | Niet deelgenomen aan kwalificatie | Niet deelgenomen aan kwalificatie | Niet deelgenomen aan kwalificatie | Niet deelgenomen aan kwalificatie | Niet deelgenomen aan kwalificatie | Niet deelgenomen aan kwalificatie |
| 1973                | Niet deelgenomen aan kwalificatie | Niet deelgenomen aan kwalificatie | Niet deelgenomen aan kwalificatie | Niet deelgenomen aan kwalificatie | Niet deelgenomen aan kwalificatie | Niet deelgenomen aan kwalificatie | Niet deelgenomen aan kwalificatie | Niet deelgenomen aan kwalificatie |
| 1975                | Niet deelgenomen aan kwalificatie | Niet deelgenomen aan kwalificatie | Niet deelgenomen aan kwalificatie | Niet deelgenomen aan kwalificatie | Niet deelgenomen aan kwalificatie | Niet deelgenomen aan kwalificatie | Niet deelgenomen aan kwalificatie | Niet deelgenomen aan kwalificatie |
| 1978                | Niet deelgenomen aan kwalificatie | Niet deelgenomen aan kwalificatie | Niet deelgenomen aan kwalificatie | Niet deelgenomen aan kwalificatie | Niet deelgenomen aan kwalificatie | Niet deelgenomen aan kwalificatie | Niet deelgenomen aan kwalificatie | Niet deelgenomen aan kwalificatie |
| 1982                | Niet deelgenomen aan kwalificatie | Niet deelgenomen aan kwalificatie | Niet deelgenomen aan kwalificatie | Niet deelgenomen aan kwalificatie | Niet deelgenomen aan kwalificatie | Niet deelgenomen aan kwalificatie | Niet deelgenomen aan kwalificatie | Niet deelgenomen aan kwalificatie |
| 1986                | Niet deelgenomen aan kwalificatie | Niet deelgenomen aan kwalificatie | Niet deelgenomen aan kwalificatie | Niet deelgenomen aan kwalificatie | Niet deelgenomen aan kwalificatie | Niet deelgenomen aan kwalificatie | Niet deelgenomen aan kwalificatie | Niet deelgenomen aan kwalificatie |
| 1990                | Niet deelgenomen aan kwalificatie | Niet deelgenomen aan kwalificatie | Niet deelgenomen aan kwalificatie | Niet deelgenomen aan kwalificatie | Niet deelgenomen aan kwalificatie | Niet deelgenomen aan kwalificatie | Niet deelgenomen aan kwalificatie | Niet deelgenomen aan kwalificatie |
| 1993                | Niet deelgenomen aan kwalificatie | Niet deelgenomen aan kwalificatie | Niet deelgenomen aan kwalificatie | Niet deelgenomen aan kwalificatie | Niet deelgenomen aan kwalificatie | Niet deelgenomen aan kwalificatie | Niet deelgenomen aan kwalificatie | Niet deelgenomen aan kwalificatie |
| 1995                | Niet deelgenomen aan kwalificatie | Niet deelgenomen aan kwalificatie | Niet deelgenomen aan kwalificatie | Niet deelgenomen aan kwalificatie | Niet deelgenomen aan kwalificatie | Niet deelgenomen aan kwalificatie | Niet deelgenomen aan kwalificatie | Niet deelgenomen aan kwalificatie |
| 1997                | Niet deelgenomen aan kwalificatie | Niet deelgenomen aan kwalificatie | Niet deelgenomen aan kwalificatie | Niet deelgenomen aan kwalificatie | Niet deelgenomen aan kwalificatie | Niet deelgenomen aan kwalificatie | Niet deelgenomen aan kwalificatie | Niet deelgenomen aan kwalificatie |
| 1999                | Niet deelgenomen aan kwalificatie | Niet deelgenomen aan kwalificatie | Niet deelgenomen aan kwalificatie | Niet deelgenomen aan kwalificatie | Niet deelgenomen aan kwalificatie | Niet deelgenomen aan kwalificatie | Niet deelgenomen aan kwalificatie | Niet deelgenomen aan kwalificatie |
| 2001                | Niet deelgenomen aan kwalificatie | Niet deelgenomen aan kwalificatie | Niet deelgenomen aan kwalificatie | Niet deelgenomen aan kwalificatie | Niet deelgenomen aan kwalificatie | Niet deelgenomen aan kwalificatie | Niet deelgenomen aan kwalificatie | Niet deelgenomen aan kwalificatie |
| 2003                | Niet deelgenomen aan kwalificatie | Niet deelgenomen aan kwalificatie | Niet deelgenomen aan kwalificatie | Niet deelgenomen aan kwalificatie | Niet deelgenomen aan kwalificatie | Niet deelgenomen aan kwalificatie | Niet deelgenomen aan kwalificatie | Niet deelgenomen aan kwalificatie |
| 2005                | Niet deelgenomen aan kwalificatie | Niet deelgenomen aan kwalificatie | Niet deelgenomen aan kwalificatie | Niet deelgenomen aan kwalificatie | Niet deelgenomen aan kwalificatie | Niet deelgenomen aan kwalificatie | Niet deelgenomen aan kwalificatie | Niet deelgenomen aan kwalificatie |
| 2007                | Niet deelgenomen aan kwalificatie | Niet deelgenomen aan kwalificatie | Niet deelgenomen aan kwalificatie | Niet deelgenomen aan kwalificatie | Niet deelgenomen aan kwalificatie | Niet deelgenomen aan kwalificatie | Niet deelgenomen aan kwalificatie | Niet deelgenomen aan kwalificatie |
| 2009                | Niet deelgenomen aan kwalificatie | Niet deelgenomen aan kwalificatie | Niet deelgenomen aan kwalificatie | Niet deelgenomen aan kwalificatie | Niet deelgenomen aan kwalificatie | Niet deelgenomen aan kwalificatie | Niet deelgenomen aan kwalificatie | Niet deelgenomen aan kwalificatie |
| 2011                | Niet deelgenomen aan kwalificatie | Niet deelgenomen aan kwalificatie | Niet deelgenomen aan kwalificatie | Niet deelgenomen aan kwalificatie | Niet deelgenomen aan kwalificatie | Niet deelgenomen aan kwalificatie | Niet deelgenomen aan kwalificatie | Niet deelgenomen aan kwalificatie |
| 2013                | Niet deelgenomen aan kwalificatie | Niet deelgenomen aan kwalificatie | Niet deelgenomen aan kwalificatie | Niet deelgenomen aan kwalificatie | Niet deelgenomen aan kwalificatie | Niet deelgenomen aan kwalificatie | Niet deelgenomen aan kwalificatie | Niet deelgenomen aan kwalificatie |
| 2015                | Niet deelgenomen aan kwalificatie | Niet deelgenomen aan kwalificatie | Niet deelgenomen aan kwalificatie | Niet deelgenomen aan kwalificatie | Niet deelgenomen aan kwalificatie | Niet deelgenomen aan kwalificatie | Niet deelgenomen aan kwalificatie | Niet deelgenomen aan kwalificatie |
| 2017                | Niet deelgenomen aan kwalificatie | Niet deelgenomen aan kwalificatie | Niet deelgenomen aan kwalificatie | Niet deelgenomen aan kwalificatie | Niet deelgenomen aan kwalificatie | Niet deelgenomen aan kwalificatie | Niet deelgenomen aan kwalificatie | Niet deelgenomen aan kwalificatie |
| 2019                | Niet deelgenomen aan kwalificatie | Niet deelgenomen aan kwalificatie | Niet deelgenomen aan kwalificatie | Niet deelgenomen aan kwalificatie | Niet deelgenomen aan kwalificatie | Niet deelgenomen aan kwalificatie | Niet deelgenomen aan kwalificatie | Niet deelgenomen aan kwalificatie |
| 2021                | Niet deelgenomen aan kwalificatie | Niet deelgenomen aan kwalificatie | Niet deelgenomen aan kwalificatie | Niet deelgenomen aan kwalificatie | Niet deelgenomen aan kwalificatie | Niet deelgenomen aan kwalificatie | Niet deelgenomen aan kwalificatie | Niet deelgenomen aan kwalificatie |
| Totaal              | 0/25                              | 0                                 | 0                                 | 0                                 | 0                                 | 0                                 | 0                                 | 0                                 |

 Kampioenen   Runners-up   Derde plaats   Vierde plaats

### Europees kampioenschap
| Europees kampioenschap | Europees kampioenschap            | Europees kampioenschap            | Europees kampioenschap            | Europees kampioenschap            | Europees kampioenschap            | Europees kampioenschap            | Europees kampioenschap            | Europees kampioenschap            |
| Jaar (teams)           | Resultaat                         | Wed                               | W                                 | G                                 | V                                 | DV                                | DT                                | DS                                |
| ---------------------- | --------------------------------- | --------------------------------- | --------------------------------- | --------------------------------- | --------------------------------- | --------------------------------- | --------------------------------- | --------------------------------- |
| 1994 (12)              | Niet deelgenomen aan kwalificatie | Niet deelgenomen aan kwalificatie | Niet deelgenomen aan kwalificatie | Niet deelgenomen aan kwalificatie | Niet deelgenomen aan kwalificatie | Niet deelgenomen aan kwalificatie | Niet deelgenomen aan kwalificatie | Niet deelgenomen aan kwalificatie |
| 1996 (12)              | Niet deelgenomen aan kwalificatie | Niet deelgenomen aan kwalificatie | Niet deelgenomen aan kwalificatie | Niet deelgenomen aan kwalificatie | Niet deelgenomen aan kwalificatie | Niet deelgenomen aan kwalificatie | Niet deelgenomen aan kwalificatie | Niet deelgenomen aan kwalificatie |
| 1998 (12)              | Niet deelgenomen aan kwalificatie | Niet deelgenomen aan kwalificatie | Niet deelgenomen aan kwalificatie | Niet deelgenomen aan kwalificatie | Niet deelgenomen aan kwalificatie | Niet deelgenomen aan kwalificatie | Niet deelgenomen aan kwalificatie | Niet deelgenomen aan kwalificatie |
| 2000 (12)              | Niet deelgenomen aan kwalificatie | Niet deelgenomen aan kwalificatie | Niet deelgenomen aan kwalificatie | Niet deelgenomen aan kwalificatie | Niet deelgenomen aan kwalificatie | Niet deelgenomen aan kwalificatie | Niet deelgenomen aan kwalificatie | Niet deelgenomen aan kwalificatie |
| 2002 (16)              | Niet deelgenomen aan kwalificatie | Niet deelgenomen aan kwalificatie | Niet deelgenomen aan kwalificatie | Niet deelgenomen aan kwalificatie | Niet deelgenomen aan kwalificatie | Niet deelgenomen aan kwalificatie | Niet deelgenomen aan kwalificatie | Niet deelgenomen aan kwalificatie |
| 2004 (16)              | Niet deelgenomen aan kwalificatie | Niet deelgenomen aan kwalificatie | Niet deelgenomen aan kwalificatie | Niet deelgenomen aan kwalificatie | Niet deelgenomen aan kwalificatie | Niet deelgenomen aan kwalificatie | Niet deelgenomen aan kwalificatie | Niet deelgenomen aan kwalificatie |
| 2006 (16)              | Niet deelgenomen aan kwalificatie | Niet deelgenomen aan kwalificatie | Niet deelgenomen aan kwalificatie | Niet deelgenomen aan kwalificatie | Niet deelgenomen aan kwalificatie | Niet deelgenomen aan kwalificatie | Niet deelgenomen aan kwalificatie | Niet deelgenomen aan kwalificatie |
| 2008 (16)              | Niet deelgenomen aan kwalificatie | Niet deelgenomen aan kwalificatie | Niet deelgenomen aan kwalificatie | Niet deelgenomen aan kwalificatie | Niet deelgenomen aan kwalificatie | Niet deelgenomen aan kwalificatie | Niet deelgenomen aan kwalificatie | Niet deelgenomen aan kwalificatie |
| 2010 (16)              | Niet deelgenomen aan kwalificatie | Niet deelgenomen aan kwalificatie | Niet deelgenomen aan kwalificatie | Niet deelgenomen aan kwalificatie | Niet deelgenomen aan kwalificatie | Niet deelgenomen aan kwalificatie | Niet deelgenomen aan kwalificatie | Niet deelgenomen aan kwalificatie |
| 2012 (16)              | Niet deelgenomen aan kwalificatie | Niet deelgenomen aan kwalificatie | Niet deelgenomen aan kwalificatie | Niet deelgenomen aan kwalificatie | Niet deelgenomen aan kwalificatie | Niet deelgenomen aan kwalificatie | Niet deelgenomen aan kwalificatie | Niet deelgenomen aan kwalificatie |
| 2014 (16)              | Niet deelgenomen aan kwalificatie | Niet deelgenomen aan kwalificatie | Niet deelgenomen aan kwalificatie | Niet deelgenomen aan kwalificatie | Niet deelgenomen aan kwalificatie | Niet deelgenomen aan kwalificatie | Niet deelgenomen aan kwalificatie | Niet deelgenomen aan kwalificatie |
| 2016 (16)              | Niet deelgenomen aan kwalificatie | Niet deelgenomen aan kwalificatie | Niet deelgenomen aan kwalificatie | Niet deelgenomen aan kwalificatie | Niet deelgenomen aan kwalificatie | Niet deelgenomen aan kwalificatie | Niet deelgenomen aan kwalificatie | Niet deelgenomen aan kwalificatie |
| 2018 (16)              | Niet deelgenomen aan kwalificatie | Niet deelgenomen aan kwalificatie | Niet deelgenomen aan kwalificatie | Niet deelgenomen aan kwalificatie | Niet deelgenomen aan kwalificatie | Niet deelgenomen aan kwalificatie | Niet deelgenomen aan kwalificatie | Niet deelgenomen aan kwalificatie |
| 2020 (16)              | Niet deelgenomen aan kwalificatie | Niet deelgenomen aan kwalificatie | Niet deelgenomen aan kwalificatie | Niet deelgenomen aan kwalificatie | Niet deelgenomen aan kwalificatie | Niet deelgenomen aan kwalificatie | Niet deelgenomen aan kwalificatie | Niet deelgenomen aan kwalificatie |
| 2022 (16)              | Niet deelgenomen aan kwalificatie | Niet deelgenomen aan kwalificatie | Niet deelgenomen aan kwalificatie | Niet deelgenomen aan kwalificatie | Niet deelgenomen aan kwalificatie | Niet deelgenomen aan kwalificatie | Niet deelgenomen aan kwalificatie | Niet deelgenomen aan kwalificatie |
| Totaal                 | 0/15                              | 0                                 | 0                                 | 0                                 | 0                                 | 0                                 | 0                                 | 0                                 |

 Kampioenen   Runners-up   Derde plaats   Vierde plaats

### EHF Challenge Trophy
De EHF Challenge Trophy is een Europees handbaltoernooi voor handballanden in ontwikkeling.
| EHF Challenge Trophy | EHF Challenge Trophy | EHF Challenge Trophy | EHF Challenge Trophy | EHF Challenge Trophy | EHF Challenge Trophy | EHF Challenge Trophy | EHF Challenge Trophy | EHF Challenge Trophy |
| Jaar                 | Resultaat            | Wed                  | W                    | G                    | V                    | DV                   | DT                   | DS                   |
| -------------------- | -------------------- | -------------------- | -------------------- | -------------------- | -------------------- | -------------------- | -------------------- | -------------------- |
| 2000                 | Niet deelgenomen     | Niet deelgenomen     | Niet deelgenomen     | Niet deelgenomen     | Niet deelgenomen     | Niet deelgenomen     | Niet deelgenomen     | Niet deelgenomen     |
| 2002                 | Niet deelgenomen     | Niet deelgenomen     | Niet deelgenomen     | Niet deelgenomen     | Niet deelgenomen     | Niet deelgenomen     | Niet deelgenomen     | Niet deelgenomen     |
| 2004                 | Niet deelgenomen     | Niet deelgenomen     | Niet deelgenomen     | Niet deelgenomen     | Niet deelgenomen     | Niet deelgenomen     | Niet deelgenomen     | Niet deelgenomen     |
| 2006                 | Niet deelgenomen     | Niet deelgenomen     | Niet deelgenomen     | Niet deelgenomen     | Niet deelgenomen     | Niet deelgenomen     | Niet deelgenomen     | Niet deelgenomen     |
| 2008                 | Niet deelgenomen     | Niet deelgenomen     | Niet deelgenomen     | Niet deelgenomen     | Niet deelgenomen     | Niet deelgenomen     | Niet deelgenomen     | Niet deelgenomen     |
| 2010                 | Niet deelgenomen     | Niet deelgenomen     | Niet deelgenomen     | Niet deelgenomen     | Niet deelgenomen     | Niet deelgenomen     | Niet deelgenomen     | Niet deelgenomen     |
| 2012                 | Niet deelgenomen     | Niet deelgenomen     | Niet deelgenomen     | Niet deelgenomen     | Niet deelgenomen     | Niet deelgenomen     | Niet deelgenomen     | Niet deelgenomen     |
| 2014                 | Niet deelgenomen     | Niet deelgenomen     | Niet deelgenomen     | Niet deelgenomen     | Niet deelgenomen     | Niet deelgenomen     | Niet deelgenomen     | Niet deelgenomen     |
| 2016                 | Niet deelgenomen     | Niet deelgenomen     | Niet deelgenomen     | Niet deelgenomen     | Niet deelgenomen     | Niet deelgenomen     | Niet deelgenomen     | Niet deelgenomen     |
| 2018                 | Niet deelgenomen     | Niet deelgenomen     | Niet deelgenomen     | Niet deelgenomen     | Niet deelgenomen     | Niet deelgenomen     | Niet deelgenomen     | Niet deelgenomen     |
| Totaal               | 0/10                 | 0                    | 0                    | 0                    | 0                    | 0                    | 0                    | 0                    |

 Kampioenen   Runners-up   Derde plaats   Vierde plaats

### Middellandse Zeespelen
De Middellandse Zeespelen is een sportevenement voor landen die een kust hebben aan de Middellandse Zee, en voor enkele andere landen die in de buurt van de zee liggen.
| Middellandse Zeespelen | Middellandse Zeespelen | Middellandse Zeespelen | Middellandse Zeespelen | Middellandse Zeespelen | Middellandse Zeespelen | Middellandse Zeespelen | Middellandse Zeespelen | Middellandse Zeespelen |
| Jaar                   | Resultaat              | Wed                    | W                      | G                      | V                      | DV                     | DT                     | DS                     |
| ---------------------- | ---------------------- | ---------------------- | ---------------------- | ---------------------- | ---------------------- | ---------------------- | ---------------------- | ---------------------- |
| 1979                   | Niet deelgenomen       | Niet deelgenomen       | Niet deelgenomen       | Niet deelgenomen       | Niet deelgenomen       | Niet deelgenomen       | Niet deelgenomen       | Niet deelgenomen       |
| 1983                   | Niet deelgenomen       | Niet deelgenomen       | Niet deelgenomen       | Niet deelgenomen       | Niet deelgenomen       | Niet deelgenomen       | Niet deelgenomen       | Niet deelgenomen       |
| 1987                   | Niet deelgenomen       | Niet deelgenomen       | Niet deelgenomen       | Niet deelgenomen       | Niet deelgenomen       | Niet deelgenomen       | Niet deelgenomen       | Niet deelgenomen       |
| 1991                   | Niet deelgenomen       | Niet deelgenomen       | Niet deelgenomen       | Niet deelgenomen       | Niet deelgenomen       | Niet deelgenomen       | Niet deelgenomen       | Niet deelgenomen       |
| 1993                   | Niet deelgenomen       | Niet deelgenomen       | Niet deelgenomen       | Niet deelgenomen       | Niet deelgenomen       | Niet deelgenomen       | Niet deelgenomen       | Niet deelgenomen       |
| 1997                   | Niet deelgenomen       | Niet deelgenomen       | Niet deelgenomen       | Niet deelgenomen       | Niet deelgenomen       | Niet deelgenomen       | Niet deelgenomen       | Niet deelgenomen       |
| 2001                   | Niet deelgenomen       | Niet deelgenomen       | Niet deelgenomen       | Niet deelgenomen       | Niet deelgenomen       | Niet deelgenomen       | Niet deelgenomen       | Niet deelgenomen       |
| 2005                   | Niet deelgenomen       | Niet deelgenomen       | Niet deelgenomen       | Niet deelgenomen       | Niet deelgenomen       | Niet deelgenomen       | Niet deelgenomen       | Niet deelgenomen       |
| 2009                   | Niet deelgenomen       | Niet deelgenomen       | Niet deelgenomen       | Niet deelgenomen       | Niet deelgenomen       | Niet deelgenomen       | Niet deelgenomen       | Niet deelgenomen       |
| 2013                   | Niet deelgenomen       | Niet deelgenomen       | Niet deelgenomen       | Niet deelgenomen       | Niet deelgenomen       | Niet deelgenomen       | Niet deelgenomen       | Niet deelgenomen       |
| 2018                   | Niet deelgenomen       | Niet deelgenomen       | Niet deelgenomen       | Niet deelgenomen       | Niet deelgenomen       | Niet deelgenomen       | Niet deelgenomen       | Niet deelgenomen       |
| Totaal                 | 0/11                   | 0                      | 0                      | 0                      | 0                      | 0                      | 0                      | 0                      |

 Kampioenen   Runners-up   Derde plaats   Vierde plaats